# Паула Руїс
Паула Руїс (ісп. Paula Ruiz, 1 січня 1999) — іспанська плавчиня, що спеціалізується в плаванні на відкритій воді. Учасниця Чемпіонату світу з водних видів спорту 2019, де на дистанції 10 кілометрів посіла 24-те місце.